# Paracoccidioidomicosisproctitissarcomucosis
Paracoccidioidomicosisproctitissarcomucosis, ou parfois Paracocci par simplification, est un groupe de goregrind et pornogrind mexicain, originaire de San Juan del río, dans l'État du Querétaro. Leur style musical implique le fait que leurs chansons aient des connotations sexuelles, mais ils font aussi référence à des maladies. Le nom du groupe est d'ailleurs constitué d'un ensemble de noms de maladies mis les uns à la suite des autres.

## Biographie
Le groupe est formé en 1999 à San Juan del río, dans l'État du Querétaro. La même année, ils publient une démo intitulée Cunnilingus.
En 2002, le groupe publie son premier album studio, Satyriasis and Nymphomania. En 2007, le groupe joue un concert avec le groupe de brutal death metal américain Disgorge et le groupe néerlandais Severe Torture. Cette même année, ils publient leur deuxième album, Aromatica germenexcitación en orgías de viscosa y amarga putrefación, qui est positivement accueilli par le webzine Metal Storm. Ils jouent aussi en 2008 dans leur pays natal avec le groupe de black metal Endstille, et en 2009 avec le groupe de thrash metal américain Devastation. 
En novembre 2011, leur label United Guttural annonce la sortie d'un split CD entre Fecalizer et Paracoccidioidomicosisproctitissarcomucosis. En 2014, il fait partie des nombreux groupes participants à l'Obscene Extreme Festival America de Los Angeles, avec notamment Napalm Death et Dying Fetus. En 2016, ils jouent leur première date hors du Mexique, à Breslavia en Pologne.

## Discographie
- 1999 : Cunnilingus (démo)
- 2001 : Cunnilingus (split avec Horrified)
- 2001 : Lynphatic Descomposition Esquistosomiasis (démo)
- 2002 : Satyriasis and Nymphomania
- 2004 : Paracoccidioidomicosisproctitissarcomucosis (split avec Butcher ABC)
- 2007 : Aromatica germenexcitación en orgías de viscosa y amarga putrefación